# 槟城乔治市的历史
喬治市為馬來西亞檳城州之首府，亦為把控北馬經濟命脈之中心，初始為英法七年战争（歐洲列强西、英、法等歐洲列强的殖民競爭）時期為英國東印度公司委派尋找英國於遠東的新海軍基地的萊特於吉打蘇丹處獲得後開埠，前者後來被委任為第一人檳榔嶼總督，負責操管喬治市開埠事物和城市基建規劃，原定計劃為遠東自由港（籌集於馬來半島所獲得的資源，與中國、印度、土耳其等地商人交易之港口）。喬治市於19世紀初迅速發展為東南亞最具戰略意義的英國殖民地與轉口港（entrepôt），並超越馬六甲市成為馬來半島最富裕之城市。
喬治市於1826年短暫作為英國直轄殖民地海峽殖民地之首府，但於1832年被英殖民政府認為更具發展潛能和戰略意義的新開埠殖民地獅城取代，但仍於海峽殖民地三州，即檳城（Penang）、馬六甲（Malacca）和新加坡（Singapore）中保有莫大的司法權力與經濟命脈。二戰期間，屬同盟國之日本於1941年軍事占領檳城州兩岸（即檳榔嶼與威省），並實行為期三年零八個月的殘暴統治，直至1945年8月日本投降結束，成為英國在馬來半島光復的首個殖民地。1946年，英殖民政府解散海峽殖民地，而檳城取而直屬馬來聯邦，後於1957年脫離英殖民統治，是為獨立後的馬來亞聯合邦。
1957年獨立前夕，英女王伊麗莎白二世敕封喬治市為城，成為法律上馬來亞，或馬來西亞（若撇除新加坡）歷史意義上的首座城市。2008年，UNESCO提携喬治市為世遺城市，而檳城州同馬六甲州則於當年的七月七日的當日將此日訂為例行公假，是為檳城世界遺產城市日（英語：World Heritage Day）以作紀念，檳城州方面稱其為「喬治市入載世界遺產日」。今日，喬治市以其聞名世界的多元文化、殖民建築（中葡式建築）、美食（如馳名的炒粿條）等多方面著稱，帶動檳城州今日仰賴的旅游業興盛，因此仍保有其重點的北馬經濟命脈地位。
下列在喬治市未開埠前的歷史，將檳島（英殖民時期又稱「威爾士親王島」，Prince of Wales Island）與周遭（以下中文譯名皆非官方）木寇山島（Pulau Jerejak）、安曼島（Pulau Aman）、池滑島（Pulau Tikus）、勤第島（Pulau Kendi）、利茂島（Pulau Rimau）、勿洞島（Pulau Betong）等人煙稀少的島嶼一並統稱爲「檳榔嶼」（英語：Penang Island）以便閲讀。
| 檳榔嶼之歷史隸屬關係 | 時間                            |
| -------------------- | ------------------------------- |
| 吉打蘇丹國           | 1136年 – 1786年                 |
| 英國東印度公司       | 1786年 – 1867年                 |
| 英屬海峽殖民地       | 1826年 – 1941年 1945年 – 1946年 |
| 大日本帝國           | 1941年 – 1945年                 |
| 馬來亞聯邦           | 1946年 – 1948年                 |
| 馬來亞聯合邦         | 1948年 – 1963年                 |
| 馬來西亞             | 1963 年 – 今                    |

## 開埠前
起初之14世紀，檳榔嶼仍隸屬於吉打蘇丹國，並為來自廖内群島的商人貿易停泊處，與當地和吉打檳榔嶼兩岸的交易有名於世，其中多數商人栖居於檳榔嶼西北處的海岬武嘉岬（Muka Head，如今僅存一座燈塔，周遭為檳城國家公園的森林保護區）。
16世紀時土耳其毅然加入大航海時代行列，於東南亞結交其日後最强大的友邦亞齊蘇丹國。亞齊人在土耳其人的資助下逐漸强盛，並一度壟斷東南亞的商業圈。亞齊商人亦有於檳榔嶼栖居者，並曾於1759年協同當地馬來人於檳榔嶼中東部建立聚落（今日落洞），為峇都烏班（Batu Uban，現為牛汝莪一帶），是為吉打蘇丹為表揚亞齊人幫助蘇丹驅逐暹羅侵佔，恩賜亞齊人於此地開埠開埠，早年為土耳其與阿拉伯商人與馬來半島諸馬來酋邦之貿易場所。
18世紀末，吉打與其北方强鄰時有摩擦。1770年，東印度公司因已深入掌握印度諸土邦内政，實際上已位居印度諸邦政權巔峰，為更擴張貿易地位和其經濟，特委派弗朗西斯·萊特去往馬來半島與諸馬來酋邦締結貿易關係。而萊特以其智謀成功奪得檳榔嶼全島。助公司將領土擴張至今檳城州之域，多是幕後操縱、放縱和遙觀吉打王室内亂所致，下明。
吉打，蘇丹穆哈末德（Sultan Muhammad Jiwa，1710年—1778年在位）時期埋下的亂因，即不聽王室（Kerabat diraja）與諸臣勸阻，立阿都拉為太子正悄然生息，前者於雪蘭莪的武吉斯人（Bugis）圖謀造反，蘇丹懼而亦曾向英國東印度公司尋求軍事協助，公司派遣蒙克頓與蘇丹協議，公司卻揚言無法全面保護蘇丹人身安危，因此這造反之因仍在成長。爾後蘇丹阿都拉在位時期，吉打正是處於内憂外患之中。
此後的太子阿都拉登基為蘇丹後，正值暹緬戰爭時，吉打因暹羅處於戰爭間而停止上貢金銀花於暹羅，因受被暹羅攻打的威脅（雖吉打將納貢金銀花的行爲視為與暹羅之友好象徵，實際上這卻是暹羅對藩屬國掌控的象徵，因此吉打停止上貢金銀花便是挑戰暹羅權威的作為）。1786年，暹羅攻佔北大年，軍臨吉打首都亞羅士打城下。時任蘇丹阿都拉（Sultan Abdullah，1778年—1797年在位）為復國，尋求英國東印度公司軍事協助，萊特為代表與蘇丹協商，蘇丹特許將恩賜檳榔嶼全島予萊特，1786年8月11日首面英國國旗聯合傑克於檳榔嶼升起，標示著檳榔嶼正式步入英殖民時期。然而，戰後東印度公司卻因萊特與蘇丹並為簽署任何能於法律上生效的白紙黑字為由不願遣軍。蘇丹阿都拉怒而於檳榔嶼對岸的詩不朗北賴（Seberang Perai，今檳城威省）駐軍以示抗議，表示將光復檳榔嶼。卻接連敗在萊特手下。
1791年，兩國談判後簽署條約。吉打在公司軍力的脅迫和國力逐漸衰弱的憂患下，只能簽下條約，此後檳榔嶼正式屬於英國治下，並於同年宣佈將開埠喬治市。